# Симфония № 1 (Брамс)

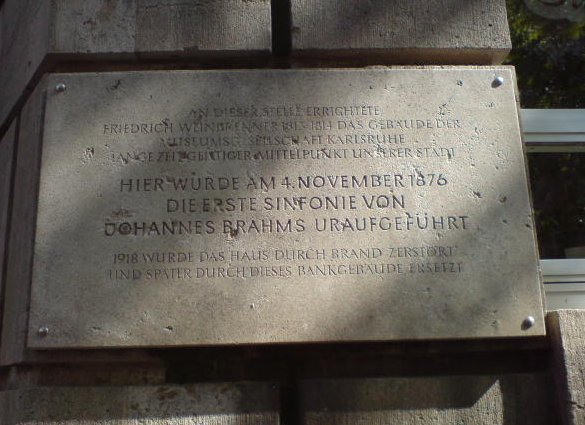
Памятная доска в Карлсруэ на месте дома, где состоялось первое исполнение симфонии.

Симфония № 1 до минор op. 68 — произведение Иоганнеса Брамса, написанное в 1876 году. Примерная продолжительность звучания 42-45 минут.

## История создания
Ещё в 1853 году Роберт Шуман, отзываясь на фортепианные сочинения Брамса, писал о том, что от этого автора следует ожидать масштабного симфонического сочинения. Первые наброски в симфоническом жанре Брамс сделал в 1854—1855 годах, однако в итоге они были использованы им для Первого фортепианного концерта. Следующим подступом к симфонии стала для композитора Серенада № 1 для оркестра (1858). Черновой набросок первой части будущей доминорной симфонии был создан Брамсом в 1862 году, этот набросок Брамс показал своему другу Йозефу Иоахиму. Однако продолжение работы было отложено более чем на десятилетие. В 1868 году Брамс отправил Кларе Шуман открытку с мелодией, которая в дальнейшем появилась в финале симфонии. Видимо, лишь в 1874 году Брамс вплотную начал работать над симфонией, а ударная часть этой работы пришлась на лето 1876 года: с 12 июня Брамс жил в курортном городке Засниц — и 5 октября написал оттуда своему другу и издателю Фрицу Зимроку о том, что симфония практически завершена.

## Первые исполнения
Премьера симфонии состоялась 4 ноября 1876 года в Карлсруэ, дирижировал Феликс Отто Дессофф. Спустя три дня, 7 ноября, сам Брамс дирижировал симфонией в Мангейме. В последующие три месяца состоялись также исполнения симфонии в Мюнхене, Вене, Лейпциге и Бреслау — и только после этого в феврале 1877 года Брамс счёл возможным отправить партитуру Иоахиму для отзыва. Получив рукопись обратно, Брамс начиная с мая пересмотрел своё произведение заново и лишь затем отослал Зимроку для публикации. Партитура и переложение для фортепиано в четыре руки были одновременно опубликованы в октябре 1877 года.

## Характеристика музыки
Симфония встретила восторженный приём умеренно-консервативной части германской и австрийской музыкальной общественности — в лице, прежде всего, критика Эдуарда Ганслика. Ожидания этого фланга музыкального сообщества в полной мере выразил (оценив их как сбывшиеся) Ганс фон Бюлов, назвавший Первую симфонию Брамса «Десятой симфонией Бетховена»: это было связано не только с перекличкой между главными темами финалов в произведении Брамса и в Девятой симфонии Бетховена, но и с общим представлением о симфониях Бетховена как непревзойдённой вершине, указывающей единственно правильное направление дальнейшего развития музыки. Точку зрения Бюлова иногда разделяют и современные музыковеды, однако в целом зависимость зрелого Брамса от Бетховена не следует преувеличивать: как отмечал М. С. Друскин, «продолжая линию действенного симфонизма Бетховена, Брамс всё же меньше внимания уделил народно-героическим образам <…> — он посвятил свои произведения преимущественному выражению душевной драмы современника. Тема личности, её жизненной борьбы и нравственного совершенствования занимает у Брамса первенствующее место». Некоторые специалисты выдвигали гипотезы относительно скрытой программности Первой симфонии — например, о том, что в её основу лёг сюжет о Манфреде, взятый из одноимённой поэмы Байрона и использованный ранее Робертом Шуманом (а позднее — П. И. Чайковским в одноимённой симфонии).

## Структура
Симфония написана в четырёх частях:
1. Un poco sostenuto — Allegro — Meno allegro (до минор/до мажор)
2. Andante sostenuto (ми мажор)
3. Un poco allegretto e grazioso (ля-бемоль мажор)
4. Adagio — Più andante — Allegro non troppo, ma con brio — Più allegro (до мажор)